# 2-й Украинский фронт
«Второ́й Украи́нский фронт» (сокращ. «2 Укр. Ф») — оперативно-стратегическое объединение Рабоче-крестьянской Красной армии (РККА) Вооружённых сил СССР в годы Великой Отечественной войны (1941—1945). Образован на юго-западном направлении 20 октября 1943 года на основании приказа Ставки Верховного Главнокомандования (СВГК) от 16 октября 1943 года путём переименования Степного фронта. Расформирован 10 июня 1945 года на основании директивы Ставки ВГК от 29 мая 1945 года.

## История
2-й Украинский фронт образован на юго-западном направлении 20 октября 1943 года на основании приказа Ставки Верховного Главнокомандования (СВГК) от 16 октября 1943 года путём переименования Степного фронта.
В октябре-декабре 1943 года войска фронта провели Пятихатскую и Знаменскую операции по расширению плацдарма, захваченного на правом берегу Днепра на участке от Кременчуга до Днепропетровска, и к 20 декабря вышли на подступы к Кировограду и Кривому Рогу.
В ходе стратегического наступления Красной Армии на Правобережной Украине зимой 1944 года войска фронта провели Кировоградскую операцию, а затем во взаимодействии с войсками 1-го Украинского фронта — Корсунь-Шевченковскую операцию, в результате которой было окружено и уничтожено 10 вражеских дивизий.
Весной 1944 года фронт осуществил Уманско-Ботошанскую операцию, разгромив немецкую 8-ю армию и часть сил 1-й танковой армии. Во взаимодействии с 1-м Украинским фронтом была рассечена полоса обороны немецкой группы армий «Юг», освобождена значительная часть Правобережной Украины и Молдавской ССР, его войска вступили в пределы Румынии.
В августе 1944 года 2-й Украинский фронт участвовал в Ясско-Кишинёвской стратегической операции, в ходе которой были уничтожены 22 немецкие и разгромлены почти все румынские дивизии, а Румыния была выведена из войны на стороне Германии. Не прекращая стремительного наступления, в сентябре войска фронта в ходе Бухарестско-Арадской операции совместно с румынскими войсками почти полностью освободили территорию Румынии и нанесли огромный урон противнику.
В октябре 1944 войска 2-го Украинского фронта провели Дебреценскую операцию, нанесли поражение немецкой группе армий «Юг», заняли выгодное положение для разгрома противника в районе Будапешта. Затем войска фронта во взаимодействии с частью сил 3-го Украинского фронта и Дунайской военной флотилией провели Будапештскую стратегическую операцию, окружили и ликвидировали 188-тысячную группировку противника, заняли Будапешт и создали условия для наступления на венском направлении.
В марте-апреле 1945 года войска левого крыла 2-го Украинского фронта, участвуя в стратегической Венской операции, во взаимодействии с 3-м Украинским фронтом завершили взятие Венгрии, освободили значительную часть Чехословакии, восточные районы Австрии, её столицу Вену. В то же время войска правого крыла фронта провели Банска-Быстрицкую наступательную операцию в Карпатах.
6-11 мая 2-й Украинский фронт принял участие в Пражской стратегической операции, в ходе которой завершился разгром германских вооружённых сил, полностью освобождена Чехословакия. 10 мая соединения левого крыла фронта, развивая наступление, встретились с американскими войсками в районах Писек и Ческе-Будеевице.
10 июня 1945 года на основании директивы Ставки ВГК от 29 мая 1945 года 2-й Украинский фронт был расформирован, полевое управление фронта было выведено в резерв Ставки ВГК для формирования на его базе штаба Одесского военного округа.

## Состав
Первоначально:
- 4-я гвардейская армия (СССР)
- 5-я гвардейская армия (СССР)
- 7-я гвардейская армия (СССР)
- 37-я армия (СССР)
- 52-я армия (СССР)
- 53-я армия (СССР)
- 57-я армия (СССР)
- 5-я танковая армия (СССР)
- 5-я воздушная армия (СССР)

В последующем включал:
- 9-я гвардейская армия (СССР)
- 27-я армия (СССР)
- 49-я армия (СССР)
- 46-я армия (СССР)
- 6-я армия (СССР) (с сентября 1944 года — 6-я гвардейская)
- 2-я танковая армия (СССР)
- Конно-механизированная группа
- 1-я армия (Румыния)
- 4-я армия (Румыния)

В оперативном подчинении:
- Дунайская военная флотилия

Другие части фронта:
- 12-й отдельный Трансильванский[1] ордена Кутузова[2]полк связи

## Командование
Командующие войсками:
- Генерал армии Конев И. С. (20 октября 1943 — 21 мая 1944),
- Генерал армии, с 10 сентября 1944 маршал Малиновский Р. Я. (21 мая 1944 — 10 июля 1945).

Члены Военного совета:
- Генерал-лейтенант танковых войск, с 13 сентября 1944 генерал-полковник танковых войск Сусайков И. З. (20 октября 1943 — 1 марта 1945),
- Генерал-майор Грушецкий И. С. (20 октября 1943 — 1 апреля 1944),
- Генерал-майор интендантской службы, с 13 сентября 1944 генерал-лейтенант Стахурский М. М. (11 мая 1944 - 10 июня 1945),
- Генерал-лейтенант Тевченков А. Н. (1 марта — 10 июня 1945).

Начальник штаба:
- Генерал-полковник, с 29 мая 1945 генерал армии Захаров М. В. (20 октября 1943 — 10 июня 1945).

Начальники политического управления:
- Генерал-майор, с 20 апреля 1944 генерал-лейтенант Тевченков А. Н. (20 октября 1943 — 1 марта 1945),
- Генерал-майор, с 29 мая 1945 генерал-лейтенант Зыков К. А. (1 марта 1945 — 10 июня 1945).

Командующие бронетанковыми и механизированными войсками фронта:
- Генерал-майор танковых войск, с 5 ноября 1943 генерал-лейтенант танковых войск Фекленко Н. В. (20 октября — декабрь 1943),
- Генерал-лейтенант танковых войск, с 24 апреля 1944 генерал-полковник танковых войск Куркин А. В. (декабрь 1943 — 10 июня 1945).

Командующие артиллерией фронта:
- Генерал-лейтенант артиллерии, с 1 июля 1944 генерал-полковник артиллерии Фомин Н. С. (20 октября 1943 — 10 июня 1945)[3].

Начальник инженерных войск фронта
- Генерал-лейтенант инженерных войск А.Д. Цирлин, июля 1943 года до конца войны.

Начальник войск связи
- Генерал-лейтенант войск связи Леонов, Алексей Иванович (с июня 1944 года — до конца боевых действий в Европе).